# パット・マガー
パット・マガー（Patricia McGerr、1917年12月26日 - 1985年5月11日）は、アメリカ合衆国の小説家。被害者を推理させるなど、伝統的な推理小説における犯人探し（フーダニット/Whodunit）の枠にとどまらないユニークな形式（変格推理）の作品で知られる。そのほか、セレナ（シリーナ）・ミードをシリーズキャラクターとしたスパイものも発表している。

## 経歴
アメリカ合衆国のネブラスカ州フォールズシティ生まれ。
ネブラスカ大学リンカーン校芸術学部を卒業したのち、1937年にコロンビア大学でジャーナリズム学修士を取得する。その後、アメリカ道路施設協会広報部で勤務する傍らミュージカルの台本の執筆等を行っていたところ、懸賞小説の募集広告に興味をひかれたのをきっかけに推理小説を書き始める。
「ベルリンでセレナは―」で、アメリカ探偵作家クラブ（MWA）賞を受賞。
メリーランド州ベセスダで死去。

## 主な作品

### 変格推理 長編
- 『被害者を捜せ！[1]』（Pick Your Victim） 1946年  -  被害者探し（犯人は判明）
衣更着信訳、ハヤカワ・ポケット・ミステリ194
中野圭二訳、創元推理文庫

- 『怖るべき娘達』（The Seven Deadly Sisters） 1947年 - 被害者探し
延原謙訳、新樹社、ぶらっく選書01
『七人のおば』大村美根子訳、創元推理文庫

- 『探偵を捜せ！[2]』（Catch Me If You Can） 1948年 - 探偵探し（犯人は判明）
井上一夫訳、創元推理文庫
『のろわれた山荘』 福島正実訳、国土社、少年SF・ミステリー文庫7
『のろわれた山荘』福島正実訳、国土社、海外SFミステリー傑作選14

- 『目撃者を捜せ!』（Save the Witness） 1949年 - 目撃者探し
延原泰子訳、創元推理文庫

- 『四人の女』（...Follow, As the Night... (Your Loving Victim)）1950年 - 被害者探し（犯人は判明）
吉野美恵子訳、創元推理文庫

### ノーマル推理 長編
- 『死の実況放送をお茶の間へ[3]』（Die Laughing（Death in a Million Living Rooms） 1951年 -  生放送中のTV番組でコメディアンが謎の死を遂げる。
青柳伸子訳、論創社、論創海外ミステリ

- The Missing Years   1953年

- 『不条理な殺人[4]』（Murder Is Absurd） 1967年 - 過去の「眠る殺人」の真相と動機探し
戸田早紀訳、創元推理文庫

- 『私の中の他人[5]』（Stranger with My Face） 1968年

- 『死ぬほどの馬鹿』（For Richer, For Poorer, Till Death） 1969年

### 女スパイ・シリーナ（セレナ）

#### 長編
- 『裏切り者を捜せ!』（Is There a Traitor in the House ?） 1964年

#### 短編集
『危険の遺産』（Legacy of Danger） 1970年  - 本国EQMMに掲載された表題作を含む15編を収録した短編集
- 「シリーナ、ホワイトハウスを盗む」（Selena Robs the White House） 1951年

間山靖子訳、ミステリマガジン 1980/1
「シリーナ、ホワイトハウスで窃盗」間山靖子訳、ハヤカワ・ミステリ文庫、『眠れぬ夜の愉しみ』に収録
- 「キャンペーン熱」（Campaign Fever） 1951年

小泉喜美子訳、ミステリマガジン 1975/6
- 「危険の遺産」（Legacy of Danger） 1963年

山本俊子訳、ミステリマガジン 1977/9
- 「ロシア式隠れ鬼」（Hide-and-Seek - Russian Style） 1965年

吉野美恵子訳、ミステリマガジン 1976/7
吉野美恵子、ハヤカワ・ミステリ文庫、『クイーンズ・コレクション1』に収録
- 「壁に書かれた数字」（The Writing on the Wall） 1966年

小沢瑞穂訳、ハヤカワ・ミステリ文庫、『クイーンズ・コレクション2』に収録
「諜報数学初歩」小沢瑞穂訳、EQ 1981/5
- 「恐怖の連鎖」（Chain of Terror） 1967年

細金裕二郎訳、扶桑社ミステリー、『ウーマン・オブ・ミステリー』に収録
- 「ベルリンでセレナは」（Match Point in Berlin） 1967年 - EQMMで首席入賞（1967年）の作品

須藤万穂訳、扶桑社ミステリー『ウーマン・オブ・ミステリー2』に収録
「旅の終り」（Match Point in Berlin）山本俊子訳、ミステリマガジン 1968/9

### キャプテン・ローガン 短編
- 「ふるいつきたい殺人事件」（This One a Beauty）  1971年
小尾芙佐訳、ミステリマガジン 1972/2
「すっきりした犯罪」岡田奈保子訳、ミステリマガジン 1974/11

- 「最後の小切手」（The Last Check） 1972年 
風見潤訳、ミステリマガジン 1972/6

### ノンシリーズ推理 中短編
- 「致命的な流儀」（Fatal in My Fashion） 1954年 - 著者〔語り手の正体〕探し（犯人は判明）

- 「死のツイスト」（Murder to the Twist） 1962年
山本雄訳、日本版EQMM 1963/2

- 「高い買物」（Justice Has a High Pricer） 1963年 - 遺体の所在探し（犯人は判明）
鳴海四郎訳、日本版EQMM 1963/6

- 「ワシントンD.C.殺人事件」（The Washington D.C. Murder） 1963年
山本俊子訳、ミステリマガジン 1977/8

- 「殺人者の選択[6]」（A Choice of Murders） 1973年
小泉喜美子訳、ミステリマガジン 1974/4

- 「勝者がすべてをえる」（Winner Takes All） 1974年 - 本国EQMMやHMM('74.4、'89.8)に数回掲載されたほか、複数のアンソロジーに収録。
小沢みづほ訳、ミステリマガジン 1974/4
小沢みづほ訳、ミステリマガジン 1989/8

- 「正義は高くつく」（Mirror, Mirror, Fatal Mirror）
汀一弘訳、立風書房『現代アメリカ推理小説傑作選3』に収録

- 「完璧なアリバイ」（In the Clear）1978年
宮脇孝雄訳、EQ 1978/9
宮脇孝雄訳、光文社、カッパ・ノベルス、『新世界傑作推理12選』に収録、のち光文社文庫
- 「疑い晴れて」佐藤裕子訳、扶桑社ミステリー、『スカーレット・レター』(エリナー・サリヴァン編集）に収録

### ロマンス小説
- 『闇の娘』（Daughter of Darkness） 1974年
- 『危険な着地』（Dangerous Landing） 1975年

### 普通小説（聖書物語など）
- Martha, Martha     1960年 - 新約聖書に記されたマルタとマグダラのマリアの物語。
- 『八頭の乳牛』（Johnny Lingo's Eight Cow Wife） 1962年 - 2003年に映画化。タイトルは聖書にちなむ。
- My Brothers, Remember Monica   1964年